# توماس هيربست
توماس هيربست (بالألمانية: Thomas Herbst)‏ هو لاعب كرة قدم ومدرب كرة قدم ألماني، ولد في 5 أكتوبر 1962 في برلين في ألمانيا. شارك مع منتخب ألمانيا تحت 16 سنة لكرة القدم ومنتخب ألمانيا تحت 21 سنة لكرة القدم. أما مع النوادي، فقد لعب مع آينتراخت براونشفايغ وبايرن ميونخ وبوروسيا مونشنغلادباخ ودارمشتات 98.

## وصلات خارجية
- توماس هيربست على موقع قاعدة بيانات كرة القدم.إي يو (الإنجليزية)
- توماس هيربست على موقع بيانات كرة القدم. دي إي (الألمانية)
- توماس هيربست على موقع عالم كرة القدم.نت (الإنجليزية)